# Trollhättans Park of Fame
Trollhättans Park of Fame är en lista framröstad av stadsborna i Trollhättan med personer från trakten som är framstående inom sitt område. Dessa hedras med en stjärnplatta i Betty Backs Park. Park of Fame invigdes 29 september 2007 med 10 personer på listan, och har sedan utökats med 2 st 2008 och 2009.
Sedan tidigare finns Trollhättans Walk of Fame - på Storgatan finns filmstjärnor med anknytning till den lokala filmproduktionen i "Trollywood" - Film i Väst.
En jury (bestående av historikern Bengt Lindström, Margaretha Hallin på Innovatum Science Center och Trollhättans Stads informationschef Peter Asp) nominerade till invigningen 25 personer som har varit eller är framstående inom sitt område. 
Trollhättans Stad hade inför invigninen planer på att utöka listan med två personer per år.
Stjärnorna i Trollhättans Park of Fame:
1. Erik Carlsson (rallyförare)
2. Claes Eriksson (regissör/manusförfattare)
3. Laila Westersund (artist)
4. Antenor Nydqvist (industriman)
5. Anders Eriksson (artist)
6. Nils Ericson (ingenjör)
7. Peter LeMarc (artist)
8. Oskar Olsson (grundare av Trollhätteglass)
9. Frank Andersson (idrottsman)
10. Håkan Mild (idrottsman)
11. Jessica Andersson (artist) - 2008
12. Kerstin Granlund (artist) - 2008
13. Olle Bengtsson (idrottsman) - 2009
14. Bertil Antonsson (idrottsman) - 2009
15. Nils Van Der Poel (idrottsman) - 2022